# 尤利乌斯·施特莱彻

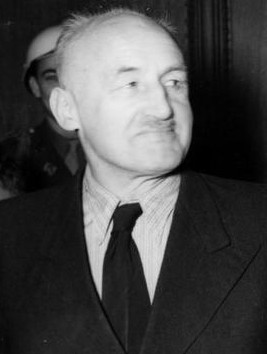
於纽伦堡接受审判的尤利乌斯·施特莱彻

尤利乌斯·施特莱彻（德語：Julius Streicher，1885年2月12日—1946年10月16日），是纳粹党成员、弗兰肯大区的大區長官、帝國議會议员。他是纳粹宣传机器、反犹报纸《冲锋报》的创始人、所有者和编辑，这份报纸让他成为了百万富翁 。
1945年德國二戰投降後被盟軍拘捕，1946年的紐倫堡審判中以反人類罪處絞，死刑执行前需要左右宪兵架着拖进刑场，行至绞刑台前歇斯底里地大叫一声“希特勒万岁！”，站在绞刑台上又喊：“46年普珥节快乐！”，在临刑前放话：“布尔什维克迟早把你们都绞死。”，在套上黑色頭罩和掛上絞索時哭喊著留下最後一句：“阿黛爾，我親愛的妻子啊!”，隨即被絞死，然而因為絞索繩結位置不對，沒有直接斷頸而死，而是被繩索慢慢勒死，死亡的過程還發出巨大的喘息聲呻吟聲。

### 引用
1. ↑  Zelnhefer, Der Stürmer.

### 文献
- Zelnhefer, Siegfried. . Historisches Lexikon Bayerns. 2008-09-05  [2019-04-28]. （原始内容存档于2021-11-06） （德语）.